# Liste des épisodes de Parks and Recreation

Parks and Recreation est une série télévisée américaine créée par Greg Daniels et Michael Schur qui est diffusée du 9 avril 2009 au 24 février 2015 sur le réseau NBC.
Cet article présente la liste des épisodes de la série télévisée américaine Parks and Recreation

## Panorama des saisons
| Saison | Saison | Épisodes | Diffusion originale | Diffusion originale | Audiences moyenne |
| Saison | Saison | Épisodes | Début de saison     | Fin de saison       | Audiences moyenne |
| ------ | ------ | -------- | ------------------- | ------------------- | ----------------- |
|        | 1      | 6        | 6 avril 2009        | 14 mai 2009         | 5.37              |
|        | 2      | 24       | 17 septembre 2009   | 20 mai 2010         | 4.60              |
|        | 3      | 16       | 20 janvier 2011     | 19 mai 2011         | 4.80              |
|        | 4      | 22       | 22 septembre 2011   | 8 mai 2012          | 3.70              |
|        | 5      | 22       | 20 septembre 2012   | 2 mai 2013          | 3.30              |
|        | 6      | 22       | 26 septembre 2013   | 24 avril 2014       | 2.90              |
|        | 7      | 13       | 13 janvier 2015     | 24 février 2015     | 3.20              |

## Liste des épisodes

### Première saison (2009)
1. Bienvenue à Pawnee (Pilot)
2. En campagne (Canvassing)
3. La journaliste (The Reporter)
4. Bienvenue au club ! (Boys' Club)
5. Le banquet (The Banquet)
6. Rock Show (Rock Show)

### Deuxième saison (2009-2010)
1. Bienvenue au zoo (Pawnee Zoo)
2. La planque (The Stakeout)
3. Concours de beauté (Beauty Pageant)
4. Coaching pour un rencard (Practice Date)
5. Jumelage (Sister City)
6. Parc express (Kaboom)
7. Halloween (Greg Pikitis)
8. Guerre des services (Ron and Tammy)
9. Melting pot (The Camel)
10. Chasseur chassé (Hunting Trip)
11. Le divorce de Tom (Tom's Divorce)
12. Le scandale de noël (Christmas Scandal)
13. Le rencard (The Set Up)
14. Chez Leslie (Leslie's House)
15. Choco barres (Sweetums)
16. Amour de jeunesse (Galentine's Day)
17. Un prix mérité (Woman of the Year)
18. L'Opossum (The Possum)
19. Jerry la poisse (Park Safety)
20. Le pique-nique (Summer Catalog)
21. Leçon d'histoire (94 Meetings)
22. Tous contre le diabète (Telethon)
23. Contrôle budgétaire (The Master Plan)
24. Fermeture (Freddy Spaghetti)

### Troisième saison (2011)
1. Le retour du service des parcs (Go Big or Go Home)
2. La grippe (Flu Season)
3. La capsule temporelle (Time Capsule)
4. Ron et Tammy 2 (Ron & Tammy: Part Two)
5. Les cauchemars de Ben (Media Blitz)
6. Indianapolis (Indianapolis)
7. La fête des récoltes (Harvest Festival)
8. Camping (Camping)
9. Le mariage (Andy and April's Fancy Party)
10. Amours et hamburgers (Soulmates)
11. Le tableau de Jerry (Jerry's Painting)
12. L'ex-meilleure amie (Eagleton)
13. La dispute (The Fight)
14. Jamais au travail (Road Trip)
15. La bulle (The Bubble)
16. Le p'tit Sébastien (Li'l Sebastian)

### Quatrième saison (2011-2012)
1. La rupture (I'm Leslie Knope)
2. Contrôle fiscal (Ron and Tammys)
3. Une véritable Pawnienne (Born & Raised)
4. Les petits rangers (Pawnee Rangers)
5. Fête et défaite (Meet 'n' Greet)
6. Le jugement de Zorp (End of the World)
7. Le traité (The Treaty)
8. Mini parc (Smallest Park)
9. Le procès de Leslie Knope (The Trial of Leslie Knope)
10. Leslie Knope, citoyenne ordinaire  (Citizen Knope)
11. Une nouvelle équipe de campagne (The Comeback Kid)
12. Publicité négative (Campaign Ad)
13. La chasse aux électeurs (Bowling for Votes)
14. Opération séduction (Operation Ann)
15. Le retour de Dave (Dave Returns)
16. Seize ans déjà (Sweet Sixteen)
17. Campagne en eaux troubles (Campaign Shake-Up)
18. Coup de bol (Lucky)
19. Dilemme (Live Ammo)
20. Le Débat (The Debate)
21. La tournée en bus (Bus Tour)
22. Moment de vérité (Win, Lose, or Draw)

### Cinquième saison (2012-2013)
Le 11 mai 2012, la série a été renouvelée pour une cinquième saison diffusée du 20 septembre 2012 au 2 mai 2013.
1. Voyage à Washington (Ms. Knope Goes to Washington)
2. La taxe soda (Soda Tax)
3. Un monde de requins (How a Bill Becomes a Law)
4. Éducation sexuelle (Sex Education)
5. Halloween surprise (Halloween Surprise)
6. Les parents de Ben (Ben's Parents)
7. Leslie contre April (Leslie vs. April)
8. Opération séduction (Pawnee Commons)
9. Ron et Diane (Ron and Diane)
10. Teuf, teuf (Two Parties)
11. Poubelle girls (Women in Garbage)
12. Sperme academy (Ann's Decision)
13. Urgence à Pawnee (Emergency Response)
14. Leslie et Ben (Leslie and Ben)
15. Piratage (Correspondents' Lunch)
16. Caution immorale (Bailout)
17. Les clefs de partridge (Partridge)
18. La fourrière (Animal Control)
19. Article 2 (Article Two)
20. La retraite de Jerry (Jerry's Retirement)
21. Mini-golf en péril (Swing Vote)
22. Défilé et défilages (Are You Better Off?)

### Sixième saison (2013-2014)
Le 9 mai 2013, la série a été renouvelée pour une sixième saison, diffusé du 26 septembre 2013 au 24 avril 2014.
1. Londres, partie 1 (London - Part 1)
2. Londres, partie 2 (London - Part 2)
3. Règlements de compte à Eagleton (The Pawnee-Eagleton Tip off Classic)
4. Les binômes (Doppelgängers)
5. Audiences (Gin It Up)
6. L'anniversaire de Ben (Filibuster)
7. Dégringolade (Recall Vote)
8. Caries contre Fluor (Fluoride)
9. Une journée avec Jamm (The Cones of Dunshire)
10. Nouveau départ (Second Chunce)
11. Doutes et remaniements (New Beginnings)
12. Sexy blettes (Farmers Market)
13. Anne et Chris (Ann and Chris)
14. Une fusion difficile (Anniversaries)
15. Le mur (The Wall)
16. Le nouveau slogan (New Slogan)
17. La nouvelle meilleure amie (Galentine's Day)
18. Retour au lycée (Prom)
19. La grippe (Flu Season 2)
20. Le secret d'Andy (One in 8,000)
21. Le concert de la réconciliation, partie 1 (Moving Up (Part One))
22. Le concert de la réconciliation, partie 2 (Moving Up (Part Two)

### Septième saison (2015)
Le 19 janvier 2014, la série a été renouvelée pour une septième et dernière saison de treize épisodes, diffusée du 13 janvier 2015 au 24 février 2015.
1. Le bicentenaire de pawnee (2017)
2. Ron et Jammy (Ron & Jammy)
3. William Henry Harrison (William Henry Harrison)
4. Leslie et Ron (Leslie & Ron)
5. En marche contre Gryzzl (Gryzzlbox)
6. Sauvez Pawnee (Save JJ's)
7. Donna et Joe (Donna & Joe)
8. Fausse trahison (Ms. Ludgate-Dwyer Goes to Washington)
9. La tourte-Mary(Pie-Mary)
10. Les adieux de Johnny Karaté (The Johnny Karate Super Awesome Musical Explosion Show)
11. Doublé de funérailles  (Two Funerals)
12. Dernière aventure, première partie (One Last Ride (Part One))
13. Dernière aventure, deuxième partie (One Last Ride (Part Two))